# Бологое (Омская область)
Бологое — село в Русско-Полянском районе Омской области России. Административный центр Розовского сельского поселения.

## География
Село находится юго-восточной части Омской области, в степной зоне, в пределах Ишимской равнины, на расстоянии примерно 7 километров (по прямой) к северо-востоку от посёлка городского типа Русская Поляна, административного центра района. Абсолютная высота — 111 метров над уровнем моря.

## Население
| 2010 |
| ---- |
| 823  |

Половой состав
По данным Всероссийской переписи населения 2010 года в гендерной структуре населения мужчины составляли 45,3 %, женщины — соответственно 54,7 %.
Национальный состав
Согласно результатам переписи 2002 года, в национальной структуре населения русские составляли 57 % из 1124 чел.

## Улицы
Уличная сеть села состоит из двенадцати улиц.